# スウィフト郡 (ミネソタ州)
スウィフト郡（英: Swift County）は、アメリカ合衆国ミネソタ州の西部に位置する郡である。2010年国勢調査での人口は9,783人であり、2000年の11,956人から18.2%減少した。郡庁所在地はベンソン市（人口3,240人）であり、同郡で人口最大の都市でもある。

## 歴史
| 年     | 民主党       | 共和党       |
| ------ | ------------ | ------------ |
| 2008年 | 55.43% 2,907 | 41.65% 2,184 |
| 2004年 | 55.19% 3,165 | 43.26% 2,481 |
| 2000年 | 49.62% 2,698 | 43.70% 2,376 |

スウィフト郡は1870年2月18日に設立され、郡名は1863年にミネソタ州知事を務めたヘンリー・アドニラム・スウィフトに因んで名付けられた。州の西部中央に位置し、面積は757平方マイル (2,000 km2)、3行7列の郡区に分けられている。郡庁舎は1897年に建設され、1976年にアメリカ合衆国国家歴史登録財に指定された。ベンソン市が郡庁所在地である。鉄道がベンソン市の中央を通り、中心街と公園は鉄道の両側にある。
先住インディアンは年金の配給遅れなどで何度も飢え死にしそうになり、政府に対する不満が募っていた。1862年8月、州内でインディアンの反乱が起きた（ダコタ戦争）。スウィフト郡の北東部では戦闘状態になろうとしていた。同年9月下旬までに戦争はほぼ終わっていたが、開拓者が郡内に戻ってきたのは、あらゆる危険性がなくなったと判断できた1865年になってからだった。初期の開拓者にはスカンディナヴィア系とドイツ系移民が圧倒的に多かった。その多くは南北戦争の帰還兵として栄誉と特権を得た。
1869年、セントポール・アンド・パシフィック鉄道がウィルマーを通り、翌年にはベンソンまで伸びた。この鉄道会社が約8マイル (13 km) 間隔で将来の交易拠点とする場所を決めた。それが現在のカークホーベン、デグラフ、ベンソン、各市とランドールの町になった。

### 歴史的建物
スウィフト郡の歴史的建物として、アップルトン市にゲッセマネー・エピスコパル教会がある。1879年に建設され、2011年にアメリカ合衆国国家歴史登録財に指定された。

## 地理
アメリカ合衆国国勢調査局に拠れば、郡域全面積は752.35平方マイル (1,948.6 km2)であり、このうち陸地743.53平方マイル (1,925.7 km2)、水域は8.82平方マイル (22.8 km2)で水域率は1.17%である。

### 地形と植生
スウィフト郡は主に農業社会である。広大、平坦、単調な土地が広がり、森林も無い。農業以外には農業機械製造業、エタノール燃料製造プラント、およびシチメンチョウのごみを燃やして電力を作るフィブロミン・プラントがある。
郡内には24の湖がある。オリバー湖が面積416エーカー (1.7 km2) で最大である。絶好の釣り場でもある。河川は9つある。

### 主要高規格道路
| - アメリカ国道12号線 - アメリカ国道59号線 - ミネソタ州道7号線 - ミネソタ州道9号線 | - ミネソタ州道29号線 - ミネソタ州道104号線 - ミネソタ州道119号線 |

### 隣接する郡
- スティーブンズ郡、ポープ郡 - 北
- カンディヨーハイ郡 - 東
- チッペワ郡 - 南
- ラクキパール郡 - 南西
- ビッグストーン郡  - 西

## 人口動態

人口ピラミッド

以下は2000年の国勢調査による人口統計データである。
| 基礎データ - 人口: 11,956人 - 世帯数: 4,353 世帯 - 家族数: 2,881 家族 - 人口密度: 6人/km2（16人/mi2） - 住居数: 4,821軒 - 住居密度: 2軒/km2（6軒/mi2） 人種別人口構成 - 白人: 90.67% - アフリカン・アメリカン: 2.69% - ネイティブ・アメリカン: 0.50% - アジア人: 1.43% - 太平洋諸島系: 1.52%（ハワイ州以外の郡では最高率） - その他の人種: 1.40% - 混血: 1.79% - ヒスパニック・ラテン系: 2.68% 先祖による構成 - ドイツ系：34.4% - ノルウェー系：30.5% - スウェーデン系：5.2% - アイルランド系：5.1% 年齢別人口構成 - 18歳未満: 23.0% - 18-24歳: 7.3% - 25-44歳: 29.6% - 45-64歳: 21.6% - 65歳以上: 18.5% - 年齢の中央値: 39歳 - 性比（女性100人あたり男性の人口） - 総人口: 120.6 - 18歳以上: 124.6 | 世帯と家族（対世帯数） - 18歳未満の子供がいる: 30.0% - 結婚・同居している夫婦: 56.9% - 未婚・離婚・死別女性が世帯主: 6.1% - 非家族世帯: 33.8% - 単身世帯: 30.9% - 65歳以上の老人1人暮らし: 17.6% - 平均構成人数 - 世帯: 2.39人 - 家族: 3.00人 収入と家計 - 収入の中央値 - 世帯: 34,820米ドル - 家族: 44,208米ドル - 性別 - 男性: 29,362米ドル - 女性: 21,667米ドル - 人口1人あたり収入: 16,360米ドル - 貧困線以下 - 対人口: 8.4% - 対家族数: 5.3% - 18歳未満: 6.9% - 65歳以上: 13.8% |

## 都市と郡区
| 都市 | 郡区 | 郡区 |
| --- | --- | --- |
| - アップルトン - ベンソン - 郡庁所在地 - クロンターフ - デンバーズ - デグラフ - ホロウェイ - カークホーベン - マードック | - アップルトン - ベンソン - キャンプレイク - キャシェル - クロンターフ - ダブリン - エディソン - フェアフィールド - ヘイズ - ヘグバート | - カークホーベン - キルデア - メアリーズランド - モイアー - ピルスベリー - シャイブル - シックスマイルグローブ - スウェノダ - タラ - トーニング - ウェストバンク |